# Altenbuch (Gerhardshofen)
Altenbuch ist ein Gemeindeteil der Gemeinde Gerhardshofen im Landkreis Neustadt an der Aisch-Bad Windsheim (Mittelfranken, Bayern). Altenbuch liegt in der Gemarkung Göttelhöf.

## Geografie
Unmittelbar östlich des Weilers fließt der Altenbuchbach, ein rechter Zufluss der Aisch. Der Ort befindet sich inmitten einer Rodungsinsel rings von Wald umgeben. Eine Gemeindeverbindungsstraße führt nach Göttelhöf (1,3 km östlich) bzw. die Bundesstraße 470 kreuzend nach Rappoldshofen (2 km nördlich).

## Geschichte
Der Ort wurde 1361/64 im burggräflichen Urbar als „Pueche“ (nach den Buchenbäumen benannt) erstmals urkundlich erwähnt und als „Buch“ auch 1421 im Lehenbuch des Markgrafen und Kurfürsten Friedrich I. genannt. Im Ersten Markgrafenkrieg wurde das aus fünf Höfen („Huben“) bestehende Dorf, das auf dem Kappelberg eine Wallfahrt hatte, völlig zerstört. Erst gegen Ende des 17. Jahrhunderts wurde der Ort wieder besiedelt. 1728 wurde ein kleiner Herrensitz erbaut.
Gegen Ende des 18. Jahrhunderts gab es in Altenbuch vier Anwesen. Das Hochgericht übte das brandenburg-bayreuthische Stadtvogteiamt Neustadt an der Aisch aus. Grundherren waren das Kastenamt Neustadt an der Aisch (2 Güter, 1 Tropfgütlein) und Herrschaft Brunn (1 Hof mit Ziegelei).
Von 1797 bis 1810 unterstand der Ort dem Justizamt Dachsbach und Kammeramt Neustadt. Im Rahmen des Gemeindeedikts wurde Altenbuch dem 1811 gebildeten Steuerdistrikt Diespeck und der 1813 gebildeten Ruralgemeinde Dettendorf zugeordnet. Mit dem Zweiten Gemeindeedikt (1818) wurde es der neu gebildeten Ruralgemeinde Göttelhöf zugewiesen. Ein Anwesen unterstand bis 1833 in der freiwilligen Gerichtsbarkeit dem Patrimonialgericht Brunn. Am 1. Juli 1971 wurde Altenbuch im Zuge der Gebietsreform in Bayern nach Gerhardshofen eingemeindet.

### Ehemalige Baudenkmäler
- Haus Nr. 22: ein vierseitig geschlossener Herrensitz mit Torhaus aus Fachwerk.[11]
- Haus Nr. 24: eingeschossiges Wohnstallhaus, Fenster verändert. Gurtband, Ecklisenen. Im Türsturz „18“ „I“(ohann) „F“(riedrich) „Z“(ähter) „43“, übertüncht. Profiliertes Holztraufgesims, Schopfwalm. Zweiteilige Haustür.[11]

### Einwohnerentwicklung
| Jahr      | 001818 | 001840 | 001861 | 001871 | 001885 | 001900 | 001925 | 001950 | 001961 | 001970 | 001987 | 002016 | 002020 |
| Einwohner | 28     | 33     | 37     | 32     | 41     | 33     | 32     | 36     | 35     | 34     | 30     | 36     | 37     |
| Häuser    | 6      | 6      |        |        | 7      | 8      | 6      | 6      | 6      |        | 6      |        |        |
| Quelle    | [ 13 ] | [ 14 ] | [ 15 ] | [ 16 ] | [ 17 ] | [ 18 ] | [ 19 ] | [ 20 ] | [ 21 ] | [ 22 ] | [ 23 ] | [ 24 ] | [ 1 ]  |

## Religion
Der Ort ist seit der Reformation evangelisch-lutherisch geprägt und bis heute nach St. Peter und Paul (Gerhardshofen) gepfarrt.